# أود روجر إنوكسن
أود روجر إنوكسن هو سياسي نرويجي، ولد في 25 سبتمبر 1954 في Å, Andøy ‏ في النرويج. نشط حزبياً في حزب الوسط.

## مناصب
- انتخب زعيم حزب حزب الوسط (1999 – 2003).
- في الانتخابات البرلمانية النرويجية 2001، انتخب عضو برلمان النرويج  [لغات أخرى]‏ عن دائرة نورلان وقد انضم خلال فترته النيابية  [لغات أخرى]‏ (1 أكتوبر 2001 – 30 سبتمبر 2005) للكتلة البرلمانية حزب الوسط.
- انتخب عضو برلمان النرويج  [لغات أخرى]‏ عن دائرة نورلان وقد انضم خلال فترته النيابية ‏ (1 أكتوبر 1997 – 30 سبتمبر 2001) للكتلة البرلمانية حزب الوسط.
- انتخب نائب عضو برلمان النرويج  [لغات أخرى]‏ عن دائرة نورلان وقد انضم خلال فترته النيابية ‏ (1989 – 1993) للكتلة البرلمانية حزب الوسط.
- انتخب Minister of Local Government and Regional Development [الإنجليزية]‏ (16 مارس 1999 – 17 مارس 2000).
- انتخب Minister of Energy (Norway) [الإنجليزية]‏ (17 أكتوبر 2005 – 21 سبتمبر 2007).
- انتخب عضو برلمان النرويج  [لغات أخرى]‏ عن دائرة نورلان وقد انضم خلال فترته النيابية ‏ (1 أكتوبر 1993 – 30 سبتمبر 1997) للكتلة البرلمانية حزب الوسط.
- انتخب Deputy to the Prime Minister of Norway [الإنجليزية]‏.

## وصلات خارجية
- أود روجر إنوكسن على موقع IMDb (الإنجليزية)